# Pseudobagrus albomarginatus
Pseudobagrus albomarginatus är en fiskart som först beskrevs av Hialmar Rendahl 1928.  Pseudobagrus albomarginatus ingår i släktet Pseudobagrus och familjen Bagridae. Inga underarter finns listade i Catalogue of Life.